# Everest (film 1998)
Everest è un film documentario del 1998 interamente girato in formato IMAX 70mm. Tra gli attori figura l'alpinista Ed Viesturs, che interpreta sé stesso.